# Policleto el Joven

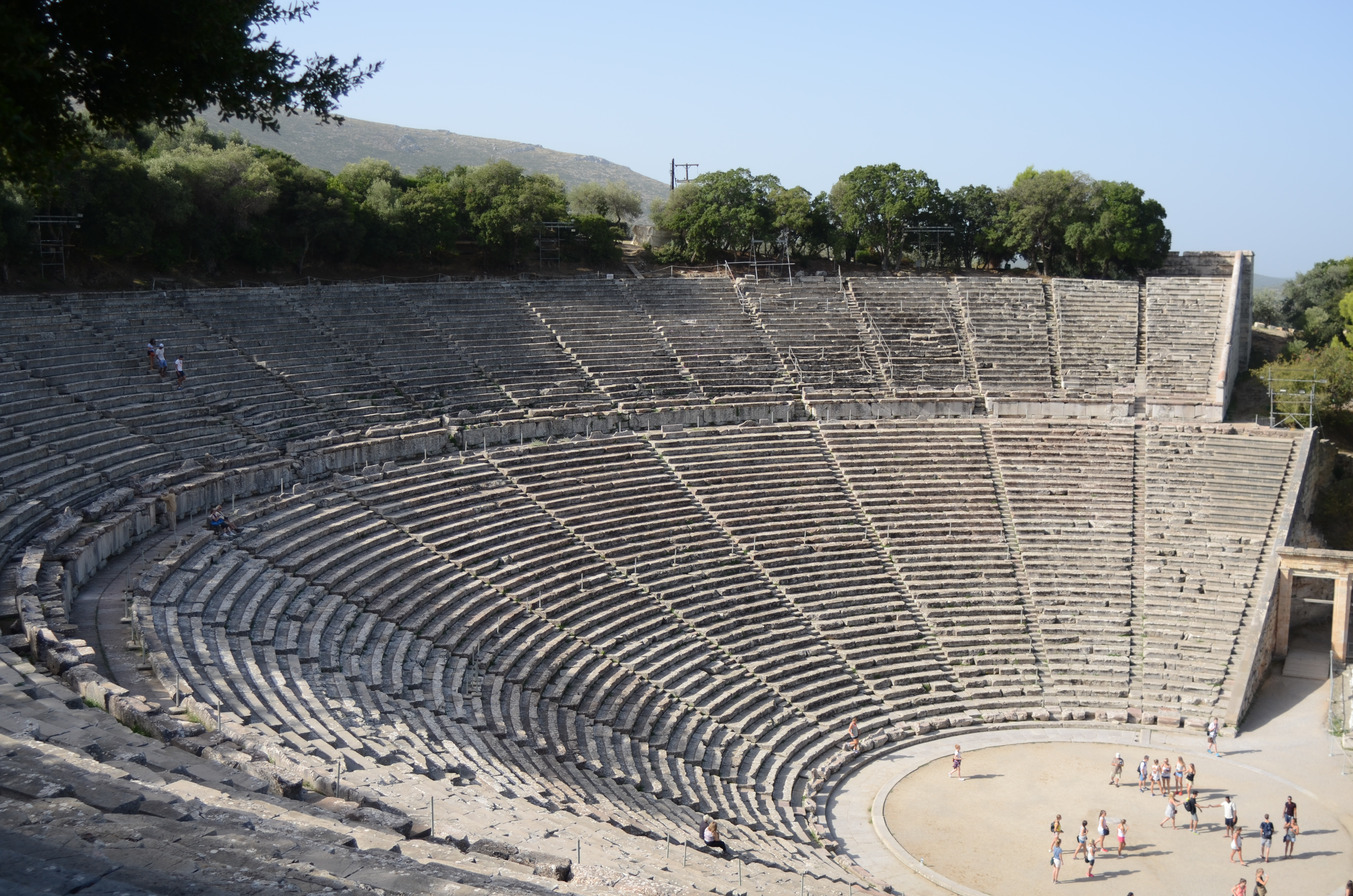
Teatro de Epidauro, presumiblemente obra de Policleto el Joven, construida hacia el 350 a. C.

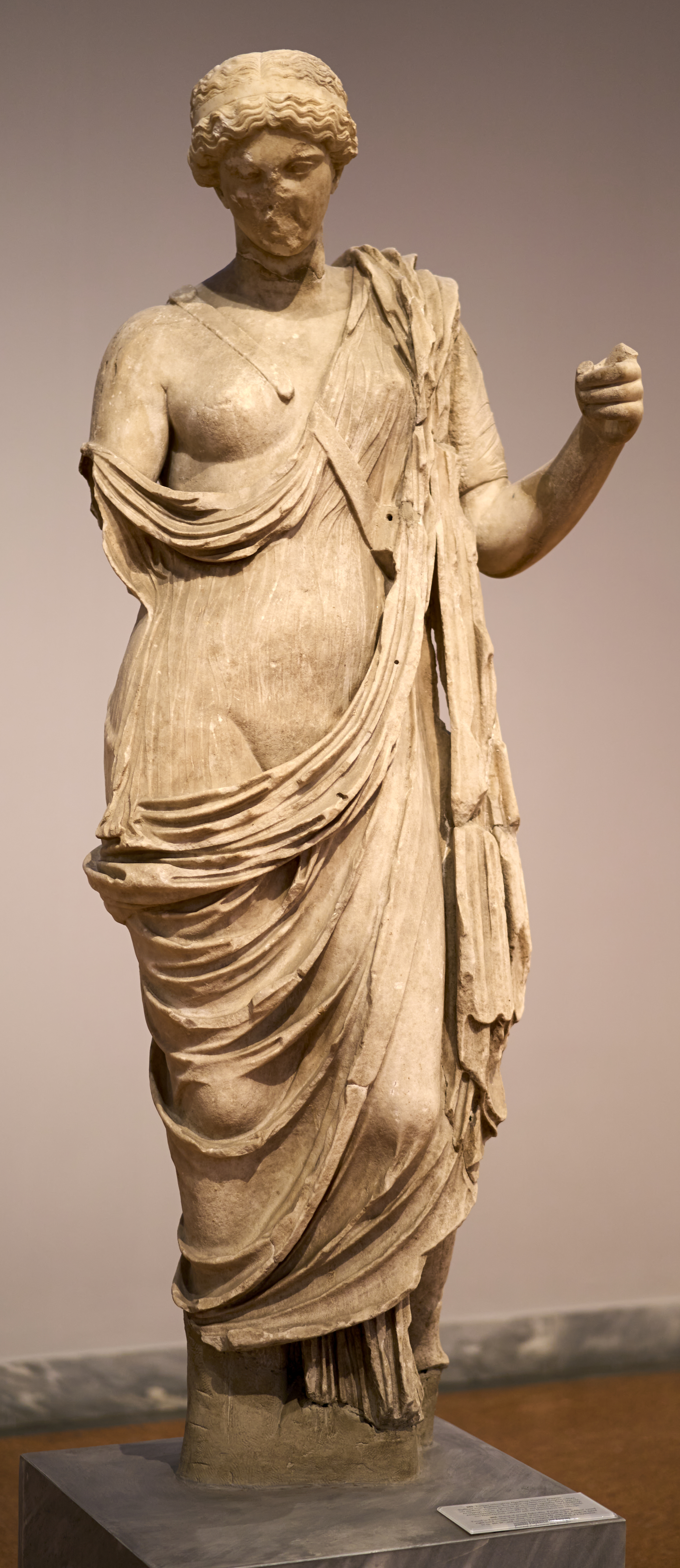
Obra: Afrodita en armas.

Policleto el Joven o Policleto de Argos (Griego: Πολύκλειτος) (c.siglo V a. C. - siglo IV a. C.), conocido como el Joven para distinguirlo del escultor Policleto el Viejo, fue un escultor y arquitecto griego de la época clásica. Era nativo de la ciudad peloponesia de Argos. Aunque era buen escultor, su fama fue eclipsada por Policleto el Viejo, quien fue en parte contemporáneo suyo y probablemente su padre. Fue en su faceta de arquitecto en la que obtuvo sus más destacados logros.
Pausanias afirmó expresamente que la estatua de Agenor de Tebas -un campeón olímpico- fue hecha por «Policleto, no el que hizo la estatua de Hera, sino el discípulo de Naucides». Dado que Naucides murió sobre el año 420 al 400 a. C., Policleto el Joven debería situarse entre el año 400 a. C.
Estudió en la escuela de Policleto el Viejo y se distinguió como autor de diversas estatuas de atletas. Pausanias dice que su fama principal venía de sus estatuas de ganadores de los Juegos Olímpicos. Obtuvo gran renombre con sus trabajos como arquitecto; siendo ya escultor de renombre, diseñó el Timele de Epidauro. Este tholos, cuya construcción comenzó cerca de 360 a. C., exhibía detalles elaborados, en especial los capiteles corintios de sus columnas internas. Estas columnas influirían en los diseños posteriores de este orden arquitectónico. También realizó una estatua de Afrodita en Amiclas, por encargo de los espartanos y pagada con el botín de Egospótamos. Podría ser también el autor de una estatua de Alcibíades que nombra Dion Crisóstomo.